# Noordse streepvaren
De noordse streepvaren (Asplenium septentrionale) is een vrij zeldzame varen uit de streepvarenfamilie (Aspleniaceae). De plant komt voor op rotsachtige, kalkarme en zonnige plaatsen. In België is de soort zeldzaam en in Nederland is deze zeer zeldzaam.

## Kenmerken

### Plant
De noordse streepvaren is een overblijvende plant. Het geheel lijkt op een grijsgroen, warrige massa van smalle, gevorkte blaadjes, bruine sporenhoopjes en donkere stengels, die meestal van de rotsen afhangen en tot enkele decimeters lang zijn.

### Bladen
De donkergroene tot grijsgroene bladen zijn gaffelvormig vertakt in smalle, wigvormige slippen, tot 20 cm lang en slechts enkele mm breed. De top van de slipjes kunnen nog eens getand of dieper ingesneden zijn. De steel is kort en donker.

### Sporenhoopjes
De sporendoosjes liggen in smalle langwerpige hoopjes op de onderzijde van de bladslippen. Bij volle rijpheid lijkt de hele plant ermee bedekt. De sporen zijn rijp van juli tot oktober.

## Habitat
De noordse streepvaren valt voor wat zijn voorkeurbiotoop betreft uit de toon bij de meeste andere streepvarens. De plant prefereert rotsige, kalkarme en silicaatrijke plaatsen (zoals graniet of schist) in volle zonlicht. De soort is dikwijls te vinden op oude muren zoals in wijngaarden, tuinmuren en kademuren.

## Voorkomen
De noordse streepvaren komt wereldwijd voor in gematigde streken van het noordelijk halfrond, van Noord-Amerika via Europa tot in Midden-Azië. De plant komt bij voorkeur in bergachtige streken voor.
In België is de plant zeldzaam tot zeer zeldzaam in Wallonië en op enkele plaatsen in Vlaanderen. In Nederland is de soort slechts enkele keren gevonden, onder meer in Rotterdam, Maastricht, Zwolle en Amersfoort.

## Verwante en gelijkende soorten
De noordse streepvaren is onverwisselbaar. Door zijn ongewone uiterlijk en afwijkende biotoopkeuze wordt hij dikwijls niet eens als varen herkend.

## Zeldzaamheid en bescherming
De noordse streepvaren wordt op de Vlaamse Rode Lijst (planten) vermeld als 'met uitsterven bedreigd'.

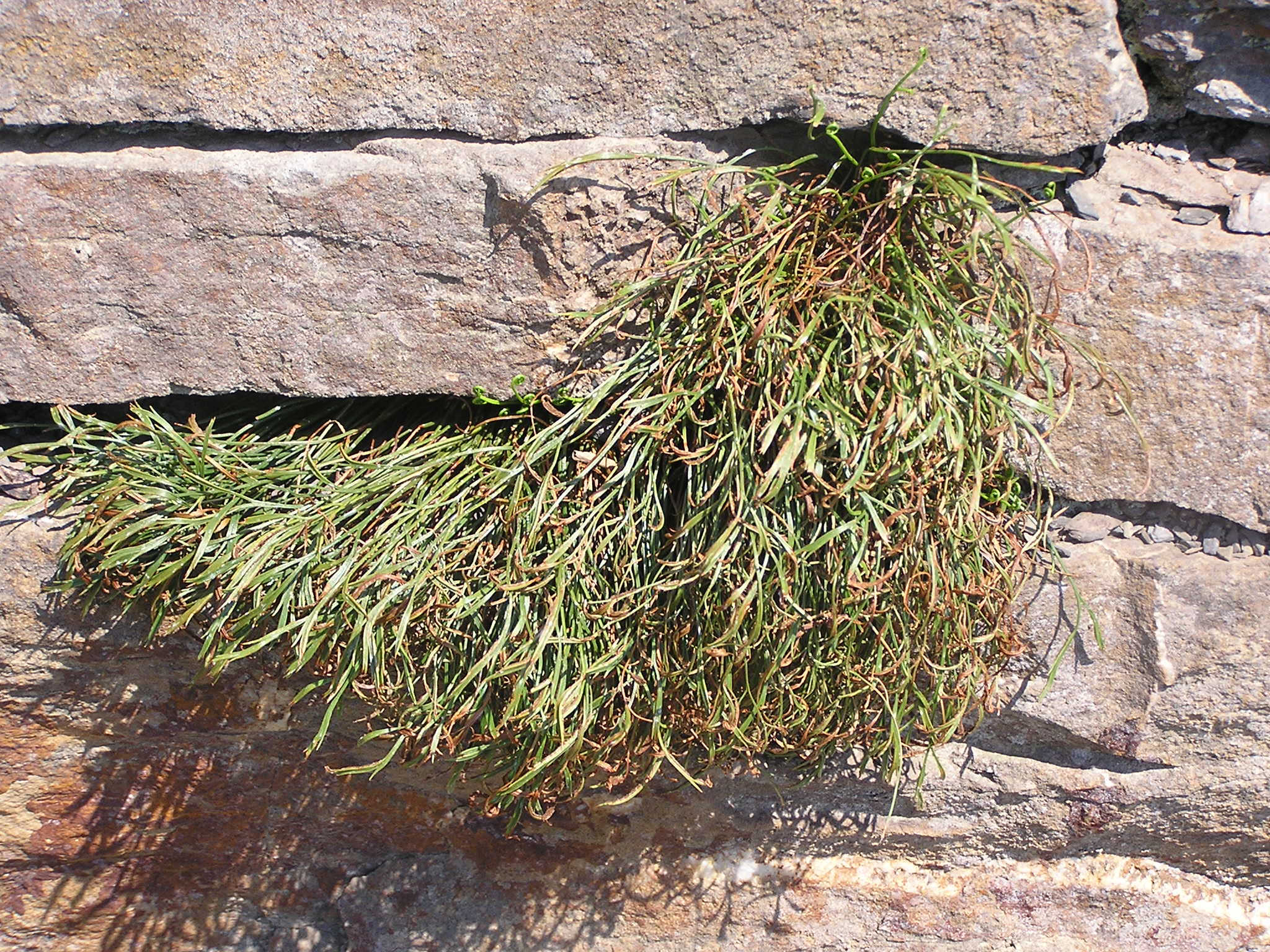
Noordse streepvaren in Ahrtal (Duitsland)